# Friedrich Hecht (Chemiker)
Friedrich Hecht (* 3. August 1903 in Wien; † 8. März 1980 ebenda, Pseudonym: Manfred Langrenus) war ein österreichischer Chemiker und Schriftsteller.

## Leben
Friedrich Hecht studierte Chemie an der Universität Wien, promovierte dort 1928 und war Assistent am II. Chemischen Institut. Zum 1. Mai 1933 trat er der NSDAP bei (Mitgliedsnummer 1.621.299), von März bis Juni 1934 gehörte er der SA an und ab 1. August 1934 dann der SS (SS-Nummer 382.256). Er wechselte 1938 an das Analytische Institut der Universität Wien und habilitierte sich dort 1941. Von 1943 bis 1950 war er Professor für Mikrochemie und Geochemie an der Technischen Hochschule Graz, von 1959 bis 1973 ordentlicher Professor für analytische Chemie und Vorstand des analytischen Instituts in Wien.
In den 1950er Jahren verfasste er unter dem Pseudonym Manfred Langrenus zwei Science-Fiction-Romane, die seinerzeit als Alternative zu den Leihbuch- und Heftpublikationen der Zeit besonders beachtet wurden.

## Bibliografie
Fachliteratur
- Zur Kritik der Altersbestimmung nach der Bleimethode. Hölder-Pichler-Tempsky, Wien 1931.
- Zur Zählung der von Uran emittierten Alpha-Teilchen. Hölder-Pichler-Tempsky, Wien 1935.
- Anorganische Mikrogewichtsanalyse. Springer, Wien 1940.
- Meteorite als Dokumente extraterrestrischer Ereignisse und kosmischer Strahlung. Springer, Wien, New York 1966.
- Chemistry of transplutonium elements. International Atomic Energy Agency, Wien 1966.
- Grundzüge der Radio- und Reaktorchemie. Akademische Verlagsgesellschaft, Frankfurt a. M. 1968.

Romane (als Manfred Langrenus)
- Reich im Mond. Loewe, Leoben 1951.
- Im Banne des Alpha Centauri. Loewe, Leoben 1955.